# Витте де Витт (эсминец, 1928)
Hr. Ms. Witte De With, бортовая литера WW (Его величества Витте де Витт) — эсминец флота Нидерландов типа Ван Гален, названный в честь вице-адмирала XVII века Витте де Витта.
Заложен на верфи «Maatschappij voor Scheeps- en Werktuigbouw Fijenoord» в Роттердаме 28 мая 1927 года, спущен на воду 11 сентября 1928 года, вступил в строй 20 февраля 1929 года.
1 марта 1942 года тяжело поврежден японскими бомбардировщиками и 2 марта 1942 затоплен в Сурабайе из-за угрозы захвата Японией.